# Josef Franz von Österreich

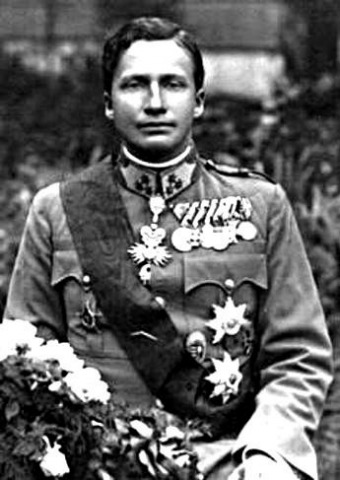
Erzherzog Josef Franz von Österreich

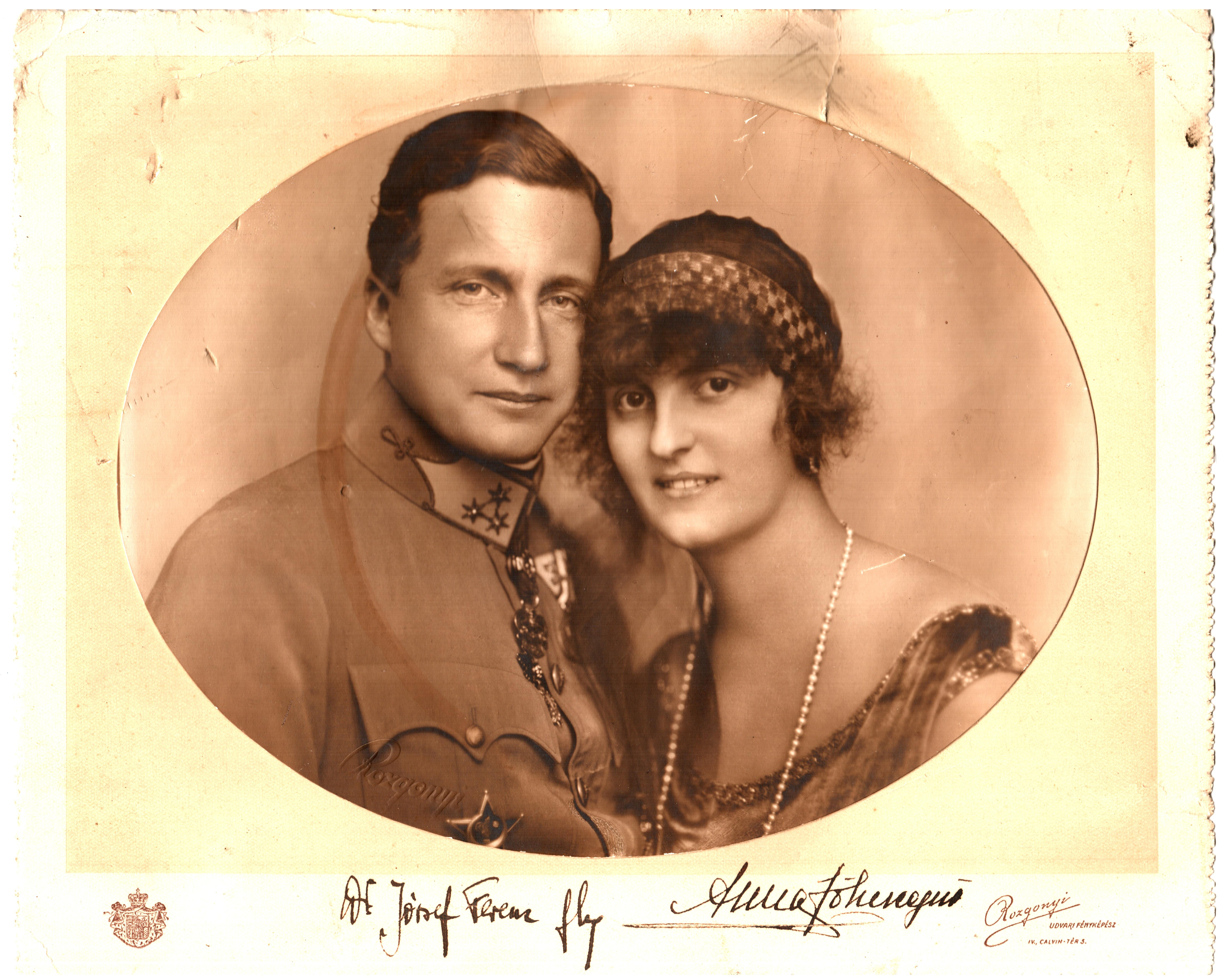
Erzherzog Joseph Franz von Österreich und Anna Monika Pia

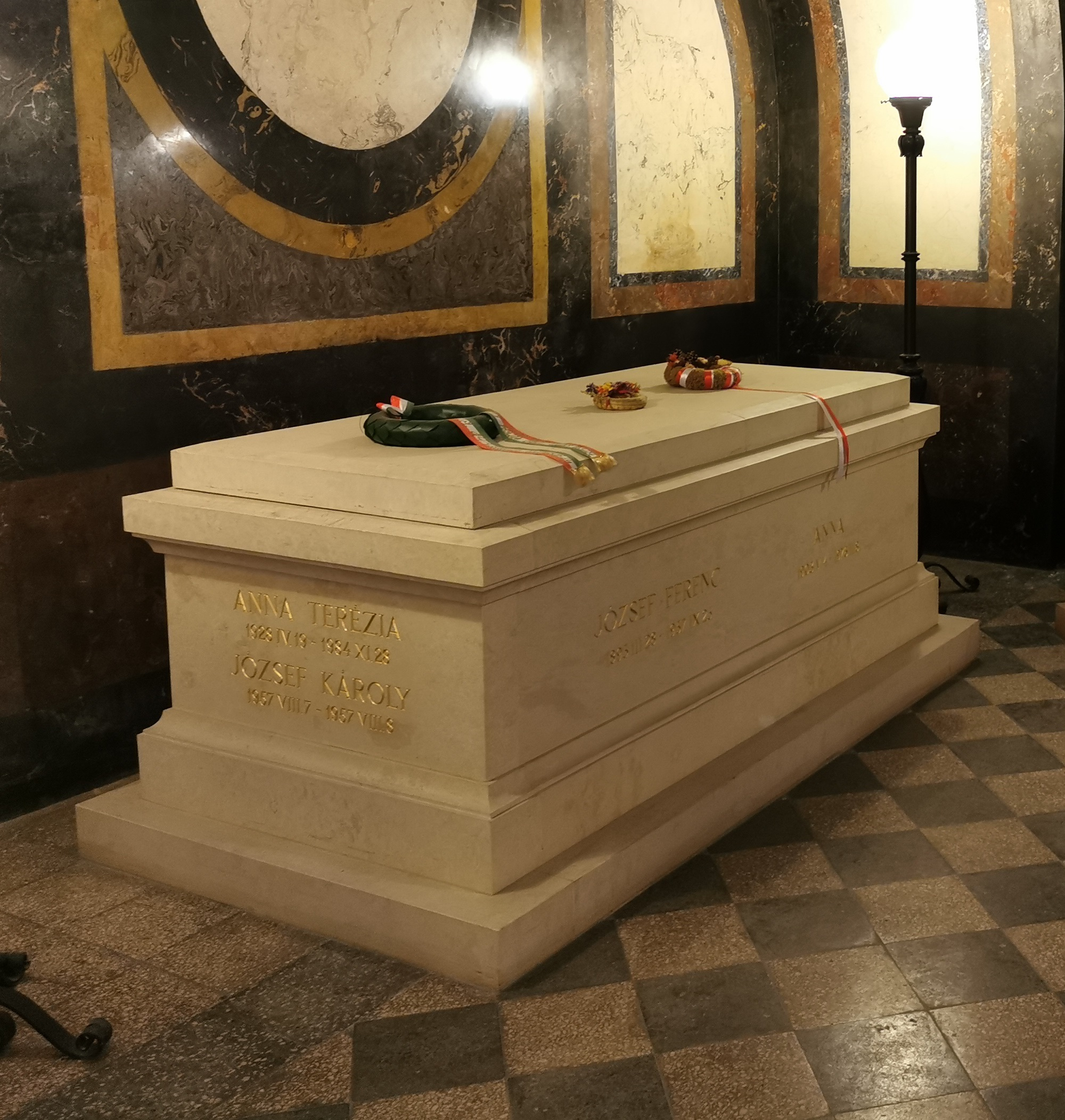
Grabstätte von Erzherzog Josef Franz und seiner Familie in der Palatinusgruft, Budapest

Erzherzog Josef Franz Leopold Anton Ignatius Maria von Österreich, ab 1919 Josef Franz Habsburg-Lothringen (* 28. März 1895 in Brünn, Österreich-Ungarn; † 25. September 1957 in Carcavelos, Portugal) gehörte der ungarischen Linie des Hauses Habsburg an, die von Erzherzog Joseph begründet wurde.

## Leben
Erzherzog Josef Franz von Habsburg-Lothringen war der älteste Sohn von Erzherzog Joseph August und dessen Gattin, Prinzessin Augusta Maria Luise von Bayern (* 4. Mai 1875, † 8. Februar 1964). Seine Kindheit verbrachte er auf dem heimischen Gut in Alcsút. Später absolvierte er seine Erziehung an einem katholischen Gymnasium im Budapester II. Gemeindebezirk, an welches sich ein Studium der Rechte an der Budapester Universität anschloss. Eine weitere Ausbildung erhielt er am k. u. k. Ludoviceum, einer Eliteakademie in der Berufsoffiziere ausgebildet wurden.
1915 meldete er sich freiwillig zum Kriegsdienst und trat als Fähnrich dem k.u.k. „Husarenregiment Wilhelm II. Deutscher Kaiser und König von Preußen“ Nr. 7 bei. Er nahm an mehreren Schlachten des Ersten Weltkrieges teil und erwarb sich Verdienste unter dem Kommando der Feldmarschälle Arthur Arz von Straußenberg und Svetozar Boroević. Wegen seiner Tapferkeit wurde er zum Rittmeister befördert. Nach dem Kriege blieb er in Ungarn und zog sich auf das Familiengut in Alcsút zurück.
Als 1919 in Ungarn die Räterepublik ausbrach, wurde er von den Kommunisten als Geisel genommen. Er kam in ein Internierungslager, in welchem er von den damaligen Machthabern als „Klassenfeind“ betrachtet und zum Tode verurteilt wurde. Erst nach Intervention des englischen Königshauses kam er im Juli 1919 wieder frei. Nach der Freilassung setzte er seine Studien an der Budapester Universität fort und promovierte im Jahre 1923 zum Doktor der Rechte.
1924 vermählte er sich mit Prinzessin Anna Monika Pia von Sachsen (* 1903, † 1976), der jüngsten Tochter des sächsischen Königs Friedrich August III. von Sachsen und der skandalumwitterten Luise von Österreich-Toskana. Zwischen 1927 und 1930 studierte er an der Wirtschaftswissenschaftlichen Fakultät der Budapester Technischen Universität Wirtschaftswissenschaften, wo er am 16. Juni 1930  zum zweiten Mal zum Doktor der Wirtschaftswissenschaften promovierte.
Zwischen 1927 und 1945 war er Mitglied des Oberhauses im Ungarischen Reichstag, außerdem hatte er zahlreiche einflussreiche Ämter im Nachkriegsungarn inne und war Träger höchster Auszeichnungen. Ab 1927 war er Ehrenmitglied der Ungarischen Petőfi Gesellschaft.
Ende 1944 emigrierte er zusammen mit seiner Familie aus Ungarn. Er ging zuerst nach Regensburg, wo er Gast des Fürsten von Thurn und Taxis war. 1948 ging er nach Portugal und ließ sich in Porto nieder. Nach dem Zweiten Weltkrieg kamen in Ungarn die Kommunisten an die Macht und Ungarn wurde zu einer „Volksdemokratie“ erklärt. Im März 1947 forderte der damalige ungarische Innenminister László Rajk von den Alliierten des Zweiten Weltkrieges seine Herausgabe und Überstellung nach Ungarn, da er als Kriegsverbrecher vor ein ungarisches Gericht gestellt werden sollte. Dieses Anliegen wurde von den Westmächten jedoch abgelehnt.
Erzherzog Josef Franz starb am 25. September 1957 in Carcavelos, seine sterblichen Überreste wurden nach Deutschland gebracht und auf dem Friedhof von Feldafing beigesetzt. 1992 wurden die bisher in Feldafing bestatteten Mitglieder des Hauses Habsburg-Lothringen in die Gruft der Palatine im Burgpalast von Budapest überführt.

## Auszeichnungen (Auswahl)
- 1915: Orden vom Goldenen Vlies (Ordensritter Nr. 1178)
- 1915: Militärverdienstkreuz (Österreich), III. Klasse
- 1916: Eisernes Kreuz, II. Klasse (EK II)
- 1917: Eisernes Kreuz, I. Klasse (EK I)[3]
- 1917: Militär-Verdienstmedaille (Österreich), Bronze
- 1918: Militär-Verdienstmedaille in Silber

## Literarisches Werk (Auswahl)
- Magyarföld dalai (dt. Gesänge Ungarns, Gedichte), Budapest 1930
- A költő és a halál  (dt. Der Dichter und der Tod, Gedichte), Budapest 1932
- Mysterienspiel Kolumbus, 1935 (in mehreren Städten Ungarns und auch in den USA aufgeführt)
- Szavak a tó fölött. Versek, (dt. Worte über dem See, Gedichte), Budapest, 1940.
- Anyák himnusza, (dt. Der Hymnus der Mütter, Verse), Budapest 1942

## Nachkommen
Aus der Ehe mit Anna Monika Pia von Sachsen gingen folgende Kinder hervor:
- Margarethe (* 1925; † 1979) ⚭ im August 1944 Alexander Cech (* 1914; † 2008)
- Ilona (* 1927; † 2011) ⚭ am 30. April 1946 mit Georg Alexander Herzog zu Mecklenburg (* 1921, † 1996)
- Anna Theresia (* 1928; † 1984)
- Josef Arpád (* 1933; † 2017) ⚭ am 12. September 1956 mit Maria Aloisia Löwenstein-Wertheim-Rosenberg (* 1935; † 2018)
- István (* 1934; † 2011)
- Maria Kinga (* 1938)
- Géza (* 1940)
- Michael (* 1942)